# Западное Тибести
Западное Тибести (араб. Muqāṭaʿâtu Tibastī l-Ġarbī‎, مقاطعة تبستي الغربي, фр. Tibesti Ouest) — один из двух департаментов административного региона Тибести в республике Чад. Появился в феврале 2008 года после разделения департамента Тибести на Восточное и Западное.
Среди 63 департаментов Чада Западное Тибести является самым маленьким по количеству населения, согласно переписи 2009 года здесь проживают 11 096 человек (6 088 мужчин и 5 008 женщин).

## Префектуры
Департамент Западное Тибести включает в себя 3 подпрефектуры:
- Зуар (фр. Zouar);
- Губон (фр. Goubonne);
- Вур (фр. Wour).

## Префекты
- 9 октября 2008 года: Галмай Абдалла (фр. Galmaye Abdallah)[5];
- 24 ноября 2014 года: Махамат Саид Хаггар (фр. Mahamat Seid Haggar).

## Культура
Во время исследований африканского искусства на территории, занимаемой Западным Тибести, были найдены образцы наскального искусства и петроглифы древней Африки.